# Sérotinie

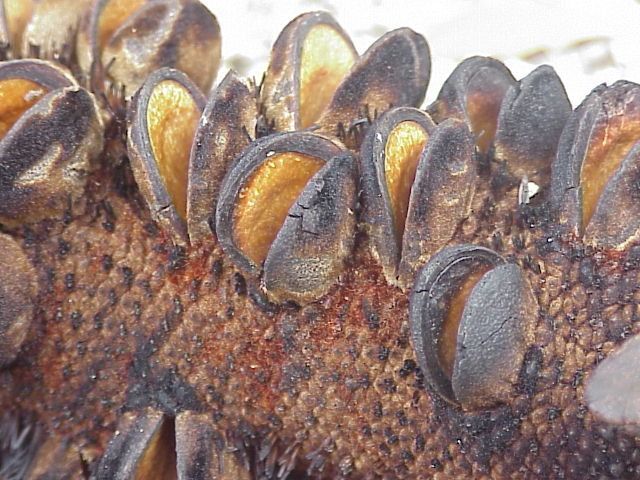
Graines de Banksia serrata libérées après un incendie

La sérotinie ou sérotinisme est le comportement de certaines espèces de plantes qui conservent leurs graines dans un cône ou une coque en bois éventuellement pendant plusieurs années, longtemps après la maturation des graines; et les relâchent après une exposition au feu. 
Selon Lamont (1991), le terme « sérotineux » signifie qu'une partie ou la totalité de la culture de semences est conservée sur la plante mère longtemps après la maturité des graines, alors que « non-sérotineux » signifie que les graines sont dispersées à maturité. En outre, il a suggéré que le terme « désiscence retardée » (et non déhiscence) soit utilisé pour décrire les espèces sérotineuses dans lesquelles les graines sont dispersées en l'absence d'indices environnementaux spécifiques. Lamont a également proposé des termes pour décrire l'ouverture des structures de maintien des graines en réponse à des facteurs environnementaux spécifique: nécriscence, hygriescence, soliscence, pyriscence, pyrohygriscence. « Pyriscence » décrit la libération des graines à la suite du chauffage de la structure de maintien des graines par le feu,.

## Processus
Les cônes ou les coques protègent les graines contre les granivores et de la chaleur dégagée par les feux de forêts. Les espèces sérotiniques qui relâchent un petit nombre de graines spontanément sont dites faiblement sérotiniques. Cependant la chaleur dégagée par un feu de forêt fait fondre la résine qui empêchait l'ouverture du fruit et permet la libération des graines. 
Les espèces sérotiniques se caractérisent par une réserve de graines sur la plante elle-même. Les graines tombées sur le sol ont une espérance de vie limitée et sont sensibles aux feux de forêts tandis que dans leurs coques les graines restent viables plusieurs années et protégées du feu. Le feu déclenche la libération des graines et leur permet de tomber sur un sol recouvert de cendres qui augmentent le pH du sol, ce qui favorise la germination des graines. 

## Avantage écologique ou sélectif
De telles techniques de survie permettent aux graines libérées après un incendie d'avoir moins de concurrence à affronter pour leur survie.

## Espèces, genres
Les espèces de plantes qui utilisent cette méthode de libération des graines sont généralement du genre Conospermum, Pinus, Eucalyptus, le Séquoia géant et presque toutes les espèces de la famille des Proteaceae.

## Histoire scientifique
La sérotinie a été décrite pour la première fois chez les pins en 1880 où les cônes qui ne s'ouvraient pas furent dits sérotiniques mais la relation entre les cônes qui restaient fermés et le feu n'a été établie qu'en 1977 (par J.L. Harper).